# Hugo Suolahti
Viktor Hugo Suolahti (till 1906 Palander), född 7 oktober 1874, död 23 februari 1944, var en finländsk politiker (Samlingspartiet) och filolog. 
Han var professor i germansk filologi vid Helsingfors universitet 1911-26, vice rektor där 1917-23, rektor 1923-26 och kansler från 1926. Suolahti tillhörde först gammalfinska partiet, och blev sedermera Samlingspartiets förste partiordförande 1918-1920 och sedan återigen 1925-1926. År 1925 var han också presidentkandidat.
I sin vetenskapliga gärning undersökte han tyska djurnamn och främmande språkliga inflytanden på tyskan. Hans elever grundlade en internationellt erkänd skola.
Han var bror till Gunnar Suolahti och Eino Suolahti. Morfar till Pentti Linkola.